# Daffy Duck for President
Daffy Duck for President è un cortometraggio d'animazione direct-to-video del 2004 diretto da Spike Brandt e Tony Cervone. Il corto, che fa parte della serie Looney Tunes, è basato sull'omonimo libro illustrato realizzato da Chuck Jones (alla cui memoria è dedicato il corto) e pubblicato nel 1997 da Warner Bros. e United States Postal Service. Fu distribuito direttamente in DVD-Video negli Stati Uniti il 2 novembre 2004 (in concomitanza con le elezioni presidenziali) come contenuto speciale della raccolta di cortometraggi Looney Tunes Golden Collection: Volume 2. I protagonisti sono doppiati da Joe Alaskey.

## Trama
Daffy Duck, nel tentativo di mettere fuorilegge la caccia delle anatre in favore di una perpetua stagione di caccia ai conigli, tenta di diventare un politico in modo da cambiare la legge per adattarla alle sue esigenze. Attraverso una lezione di educazione civica riguardante la Costituzione degli Stati Uniti d'America e con l'aiuto di Bugs Bunny, Daffy apprende che è il popolo a gestire il paese, non un uomo o un'anatra qualsiasi, mentre sperimenta il concetto di separazione dei poteri del governo federale degli Stati Uniti.

## Edizioni home video
Il corto fu pubblicato in DVD in America del Nord nel terzo disco della raccolta Looney Tunes Golden Collection: Volume 2 (intitolato Tweety and Sylvester and Friends) distribuita il 2 novembre 2004; il DVD fu pubblicato in Italia il 16 marzo 2005 nella collana Looney Tunes Collection, col titolo Titti e Silvestro, ma il cortometraggio è presentato solo in inglese sottotitolato. Fu poi inserito nel secondo disco della raccolta The Essential Daffy Duck, uscita in America del Nord il 1º novembre 2011.